# Еверетт Сілвертіпс
«Еверетт Сілвертіпс» (англ. Everett Silvertips) — американський молодіжний хокейний клуб, що представляє місто Еверет, штат Вашингтон. Команда виступає у Американському дивізіоні західної конференції західної хокейної ліги. Домашнім майданчиком «грізлі» є Комкаст-арена, котра під час проведення хокейного поєдинку здатна вмістити понад 8 тисяч уболівальників.

## Історія
Клуб було створено у 2003 році, з якого він і бере участь у змаганнях ЗХЛ. Вже у своєму першому сезоні «грізлі» дійшли до фіналу, однак у вирішальній серії поступилися Медисин-Гат Тайгерс.
За всі 11 років виступів команда жодного разу не пропускала плей-оф, хоча останні 7 сезонів не може подолати і 1-го раунду другого етапу змагань.

### Капітани команди

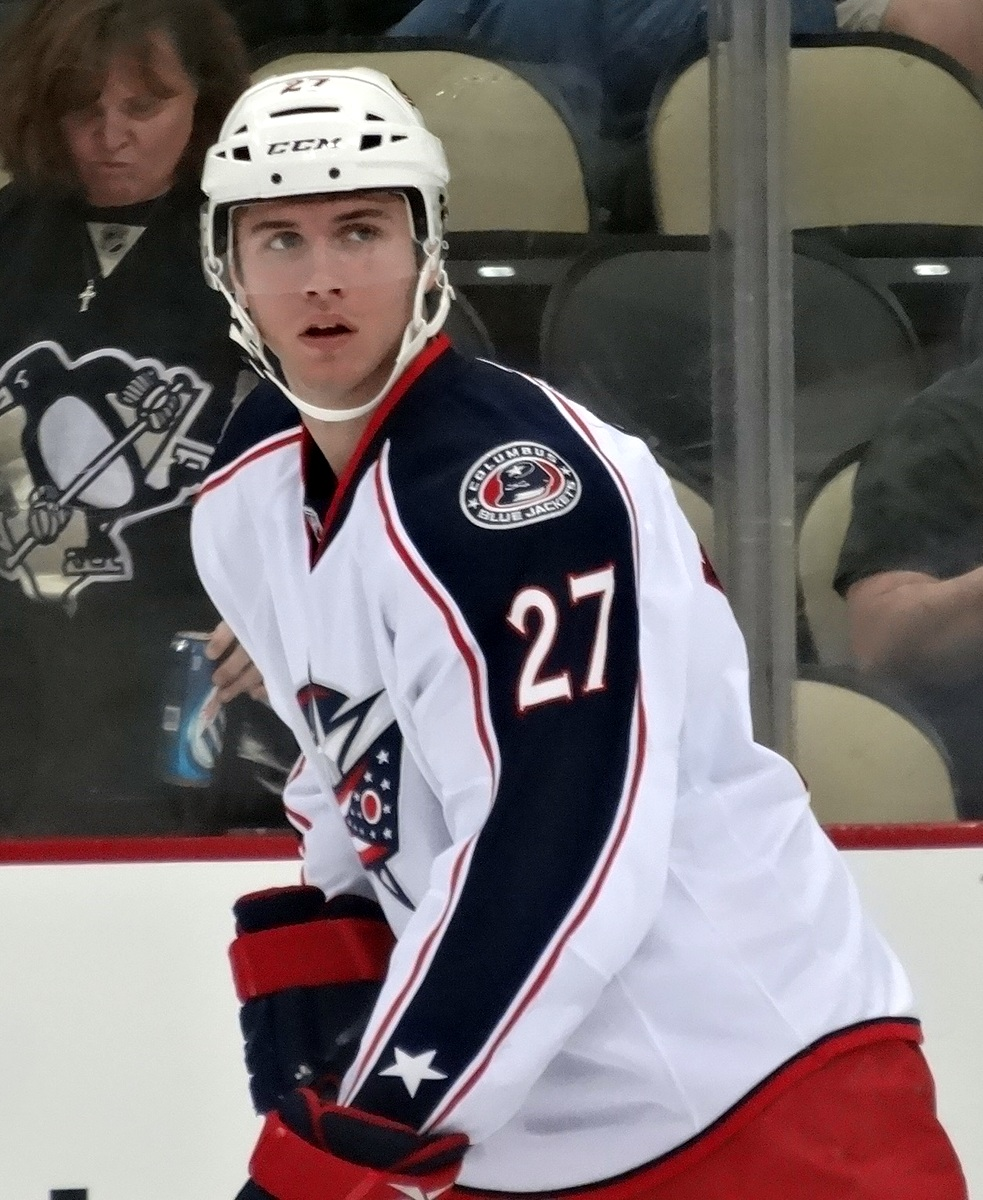
Райан Мюррей

Пояснення: у дужках зазначена кількість сезонів, в яких гравець був капітаном команди
- 2003-04 — Брайан Нет (1)
- 2004-05 — Мітч Лав (1)
- 2005-06 — Торрі Вет (1)
- 2006-07 — Коді Торінг
- 2006-07 — Джейсон Франсу
- 2007-08 — Джонатан Гарті (1)
- 2008-10 — Зак Дейлі (2)
- 2010-11 — Лендон Ферраро (1)
- 2011-13 — Райан Мюррей (2)
- 2013-14 — Метт Пуфаль (1)

## Результати по сезонах
Скорочення: І = Ігри, В = Виграші, Н = Нічиї, ПО = Поразки не в основний час гри, П = Поразки, ГЗ = Голів забито, ГП = Голів пропущено, О = Очки
| Сезон     | Ліга | І  | В  | Н | ПО | П  | ГЗ  | ГП  | О   | Місце     | Плей-оф                            |
| 2003-2004 | ЗХЛ  | 72 | 35 | 8 | 2  | 27 | 157 | 153 | 80  | 8-е з 20  | Програш у фіналі                   |
| 2004-2005 | ЗХЛ  | 72 | 33 | 9 | 2  | 28 | 167 | 149 | 77  | 11-е з 20 | Програш в півфіналі конференції    |
| 2005-2006 | ЗХЛ  | 72 | 40 | - | 5  | 27 | 203 | 158 | 85  | 8-е з 20  | Програш у фіналі конференції       |
| 2006-2007 | ЗХЛ  | 72 | 54 | - | 3  | 15 | 239 | 142 | 111 | 1-е з 21  | Програш в півфіналі конференції    |
| 2007-2008 | ЗХЛ  | 72 | 39 | - | 3  | 30 | 205 | 198 | 81  | 14-е з 22 | Програш в чвертьфіналі конференції |
| 2008-2009 | ЗХЛ  | 72 | 27 | - | 9  | 36 | 199 | 259 | 63  | 16-е з 22 | Програш в чвертьфіналі конференції |
| 2009-2010 | ЗХЛ  | 72 | 46 | - | 5  | 21 | 232 | 175 | 97  | 4-е з 22  | Програш в чвертьфіналі конференції |
| 2010-2011 | ЗХЛ  | 72 | 28 | - | 11 | 33 | 172 | 218 | 67  | 15-е з 22 | Програш в чвертьфіналі конференції |
| 2011-2012 | ЗХЛ  | 72 | 22 | - | 10 | 40 | 185 | 268 | 54  | 19-е з 22 | Програш в чвертьфіналі конференції |
| 2012-2013 | ЗХЛ  | 72 | 25 | - | 7  | 40 | 172 | 268 | 57  | 19-е з 22 | Програш в чвертьфіналі конференції |
| 2013-2014 | ЗХЛ  | 72 | 39 | - | 10 | 23 | 218 | 206 | 88  | 7-е з 22  | Програш в чвертьфіналі конференції |

## Рекорди клубу
Командні рекорди
- Найбільша кількість очок в сезоні — 111 (В54-ПО3-П15) (2006-07)
- Найменша кількість очок в сезоні — 54 (В22ПО10-П40) (2011-12)
- Найбільша кількість забитих голів в сезоні — 239 (2006-07)
- Найменша кількість забитих голів в сезоні — 157 (2003-04)
- Найбільша кількість пропущених голів в сезоні — 268 (2011-12) та (2012-13)
- Найменша кількість пропущених голів в сезоні — 142 (2006-07)

Індивідуальні рекорди
- Найбільша кількість набраних очок за сезон — 93, Зак Гемілл (2006-07) та Джошуа Вінквіст (2013—2014)
- Найбільша кількість закинутих шайб у сезоні — 47, Джошуа Вінквіст (2013—2014)
- Найбільша кількість результативних пасів за сезон — 61, Зак Гемілл (2006-07)
- Найкращий показник корисності в сезоні — Радко Гудаш, «+45» (2009-10)
- Найбільша кількість штрафних хвилин у сезоні — 222, Кайл Біч (2007-08)
- Найбільша кількість перемог в сезоні (для голкіперів) — 37, Леланд Ірвінг (2005-06)
- Найкращий показник пропущених в середньому за гру шайб у сезоні — Девід Рікі, 1,77 (2006-07)
- Найбільша кількість матчів без пропущених шайб у сезоні (для голкіперів) — 11, Леланд Ірвінг (2006-07)
- Найкращий відсоток відбитих кидків у сезоні (для голкіперів) — 93,1 %, Майкл Волл (2004-05)

### Найкращі бомбардири
| Найбільша кількість: | Найбільша кількість: | Найбільша кількість: | Найбільша кількість: | Найбільша кількість: | Найбільша кількість: | Найбільша кількість: | Найбільша кількість: | Найбільша кількість: | Найбільша кількість: |
| Матчів               | Матчів               | Голів                | Голів                | Результативних пасів | Результативних пасів | Очок                 | Очок                 | Штрафних хвилин      | Штрафних хвилин      |
| -------------------- | -------------------- | -------------------- | -------------------- | -------------------- | -------------------- | -------------------- | -------------------- | -------------------- | -------------------- |
| Шейн Гарпер          | 335                  | Тайлер Максвел       | 107                  | Зак Гемілл           | 175                  | Зак Гемілл           | 262                  | Кайл Біч             | 528                  |
| Зак Дейлі            | 330                  | Джошуа Вінквіст      | 101                  | Джошуа Вінквіст      | 115                  | Джошуа Вінквіст      | 216                  | Джонатан Гарті       | 411                  |
| Джошуа Вінквіст      | 301                  | Шейн Гарпер          | 100                  | Шейн Гарпер          | 114                  | Шейн Гарпер          | 214                  | Грехем Потер         | 400                  |
| Тейлор Еллінгтон     | 287                  | Зак Гемілл           | 87                   | Келлан Точкін        | 113                  | Тайлер Максвел       | 195                  | Тейлор Еллінгтон     | 371                  |
| Грехем Потер         | 275                  | Кайл Біч             | 67                   | Райан Мюррей         | 99                   | Келлан Точкін        | 178                  | Мітч Лав             | 305                  |

## Гравці

### Найвідоміші хокеїсти
- Іван Баранка
- Радко Гудаш
- Лендон Ферраро
- Зак Гемілл
- Леланд Ірвінг
- Пітер Мюллер
- Кент Сімпсон
- Райан Мюррей
- Шон Гешка